# Washington Redskins 1985
La stagione 1985 dei Washington Redskins è stata la 54ª della franchigia nella National Football League e la 49ª a Washington. La squadra scese dal record di 11–5 della stagione precedente a 10-6, mancando l'accesso ai playoff. Il momento più celebre della stagione avvenne nel Monday Night Football del 18 novembre, quando il quarterback Joe Theismann subì un infortunio che pose fine alla sua carriera dopo un sack subito dall'outside linebacker dei New York Giants Lawrence Taylor. 

## Roster
| Roster dei Washington Redskins nel 1985 |
| --- |
| Quarterback - 10 Jay Schroeder - 7 Joe Theismann Running Back - 35 Keith Griffin PR - 31 Ken Jenkins PR - 44 John Riggins - 38 George Rogers Wide Receiver - 84 Gary Clark - 83 Mark McGrath - 81 Art Monk - 89 Calvin Muhammad - 80 Joker Phillips Tight End - 86 Clint Didier - 85 Don Warren Offensive Linemen - 53 Jeff Bostic C - 68 Russ Grimm C - 61 Ken Huff G - 66 Joe Jacoby T - 73 Mark May T - 63 Raleigh McKenzie G - 60 Dan McQuaid T Defensive Linemen - 65 Dave Butz DT - 77 Darryl Grant DT - 78 Dean Hamel DT - 79 Todd Liebenstein DE - 72 Dexter Manley DE - 71 Charles Mann DE Linebacker - 58 Stuart Anderson - 51 Monte Coleman - 55 Mel Kaufman LLB - 57 Rich Milot RLB - 52 Neal Olkewicz MLB Defensive Back - 37 Raphel Cherry SS - 32 Vernon Dean CB - 28 Darrell Green CB - 25 Curtis Jordan FS - 23 Tony Peters SS Special Team - 12 Steve Cox P - 3 Mark Moseley K                                                                                         |
| Legenda - I rookie sono in corsivo. - Il primo ruolo è il principale mentre gli eventuali successivi indicano i ruoli secondari. - (IR) sta per Injured Reserve ed indica la lista ristretta per un solo giocatore infortunato che può tornare ad allenarsi dopo la settimana 6 e a rientrare in prima squadra dopo che questa ha giocato 8 partite. - (NF-Inj.) / (NF-Ill.) stanno rispettivamente per Non-Football Injured e Non-Football Illness ed indicano le liste dove viene inserito un giocatore che ha un infortunio o una malattia non dipendente dal football americano. - (PUP) sta per Physically Unable to Perform ed indica la lista dove viene inserito un giocatore mentre è in attesa di recuperare la condizione fisica. Nella stagione regolare dopo la sesta partita giocata dalla propria squadra, il giocatore ha tempo tre settimane per riprendere ad allenarsi, più tre settimane aggiuntive dal suo rientro agli allenamenti per rientrare in prima squadra. |

## Calendario
| Stagione regolare |              |                        |           |        |                               |          |         |
| Turno             | Data         | Sintesi                | Risultato | Record | Stadio                        | Pubblico | Sintesi |
| 1                 | 9 settembre  | at Dallas Cowboys      | S 14–44   | 0–1    | Texas Stadium                 | 62,292   | Recap   |
| 2                 | 15 settembre | Houston Oilers         | V 16–13   | 1–1    | RFK Stadium                   | 53,553   | Recap   |
| 3                 | 22 settembre | Philadelphia Eagles    | S 6–19    | 1–2    | RFK Stadium                   | 53,748   | Recap   |
| 4                 | 29 settembre | at Chicago Bears       | S 10–45   | 1–3    | Soldier Field                 | 63,708   | Recap   |
| 5                 | 7 ottobre    | St. Louis Cardinals    | V 27–10   | 2–3    | RFK Stadium                   | 53,134   | Recap   |
| 6                 | 13 ottobre   | Detroit Lions          | V 24–3    | 3–3    | RFK Stadium                   | 52,845   | Recap   |
| 7                 | 20 ottobre   | at New York Giants     | S 3–17    | 3–4    | Giants Stadium                | 74,389   | Recap   |
| 8                 | 27 ottobre   | at Cleveland Browns    | V 14–7    | 4–4    | Cleveland Municipal Stadium   | 78,540   | Recap   |
| 9                 | 3 novembre   | at Atlanta Falcons     | V 44–10   | 5–4    | Atlanta–Fulton County Stadium | 42,209   | Recap   |
| 10                | 10 novembre  | Dallas Cowboys         | S 7–13    | 5–5    | RFK Stadium                   | 55,750   | Recap   |
| 11                | 18 novembre  | New York Giants        | V 23–21   | 6–5    | RFK Stadium                   | 53,371   | Recap   |
| 12                | 24 novembre  | at Pittsburgh Steelers | V 30–23   | 7–5    | Three Rivers Stadium          | 59,293   | Recap   |
| 13                | 1 dicembre   | San Francisco 49ers    | S 8–35    | 7–6    | RFK Stadium                   | 51,321   | Recap   |
| 14                | 8 dicembre   | at Philadelphia Eagles | V 17–12   | 8–6    | Veterans Stadium              | 60,737   | Recap   |
| 15                | 15 dicembre  | Cincinnati Bengals     | V 27–24   | 9–6    | RFK Stadium                   | 50,544   | Recap   |
| 16                | 21 dicembre  | at St. Louis Cardinals | V 27–16   | 10–6   | Busch Memorial Stadium        | 28,090   | Recap   |

Nota: gli avversari della propria division sono in grassetto.

## Classifiche
| NFC East            |    |    |   |      |     |      |     |     |     |
|                     | V  | S  | P | %    | DIV | CONF | PF  | PS  | STR |
| Dallas Cowboys(3)   | 10 | 6  | 0 | .625 | 6–2 | 7–5  | 357 | 333 | S1  |
| New York Giants(4)  | 10 | 6  | 0 | .625 | 5–3 | 8–4  | 399 | 283 | V1  |
| Washington Redskins | 10 | 6  | 0 | .625 | 4–4 | 6–6  | 297 | 312 | V3  |
| Philadelphia Eagles | 7  | 9  | 0 | .438 | 4–4 | 6–8  | 286 | 310 | V1  |
| St. Louis Cardinals | 5  | 11 | 0 | .313 | 1–7 | 3–9  | 278 | 414 | S2  |